# Patrick de Rousiers
Patrick de Rousiers (* 11. května 1955 Dijon) je francouzský letecký armádní generál prezident Vojenského výboru Evropské unie (2012–2015). Zúčastnil se bojových akcí v Čadu, Kuvajtu a Iráku, Kosovu a Afghánistánu.